# David Tolbert
David Tolbert (ur. 1958 w Flat Rock, Karolina Północna, Stany Zjednoczone) – amerykański prawnik, Wiceprokurator Międzynarodowego Trybunału Karnego dla byłej Jugosławii od 30 sierpnia 2004.

## Życiorys
Jako przedstawiciel Trybunału brał udział w pracach nad utworzeniem Międzynarodowego Trybunału Karnego.
Autor publikacji o międzynarodowym prawie karnym, Międzynarodowym Trybunale Karnym dla byłej Jugosławii i Międzynarodowym Trybunale Karnym.